# Ostrea amasa
Ostrea amasa (лат. Ostrea amasa) врста је шкољки из породице правих острига (Ostreidae).

## Статус
Неприхваћен

## Прихваћено име
Saccostrea scyphophilla (Peron & Lesueur, 1807)

## Оригинални извор
- Rosenberg, G. (2011). Ostrea amasa (Iredale, 1939). In: MolluscaBase (2017). Accessed through: World Register of Marine Species at http://www.marinespecies.org/aphia.php?p=taxdetails&id=207789 on 25.11.2017